# Натали Кели
Натали Кели (на английски: Nathalie Kelley; родена на 3 март 1985 г.) е перуанско-австралийска актриса. Най-известна е с ролите си във филма „Бързи и яростни: Токио дрифт“, и сериалите „Скрити доказателства“ и „Дневниците на вампира“. През 2010 г. се снима в клипа към песента „Just the Way You Are“ на Бруно Марс.